# New Mills A.F.C.
New Mills Association Football Club ('The Millers') es un club de fútbol inglés con sede en New Mills, Derbyshire. Actualmente juegan en la División Uno Sur de la North West Counties League.

## Historia
Formado en 1886, New Mills progresó rápidamente a través de las ligas locales en sus primeros días e incluso tuvo un hechizo en la Manchester League. Sin embargo, el club se disolvió y se formó un nuevo equipo, New Mills St Georges, que en un período previo a la Primera Guerra Mundial ganó varios títulos, incluida la Derbyshire Minor Cup.
En 1919, el club volvió a jugar y eliminó St Georges de su nombre. Se unió a la Liga de Manchester una vez más y terminó primero en 1924 y, después de terminar como subcampeón la temporada siguiente, levantó el campeonato una vez más en 1926.
Además de ganar la liga, New Mills también ganó la Copa Derbyshire tres temporadas de cuatro. El club contó con un excelente apoyo y tuvo entradas regulares de alrededor de 3000. Estas fueron algunas temporadas muy exitosas para el club, y al menos media docena de jugadores se trasladaron a clubes de la Liga de Fútbol.
El club se disolvió una vez más debido a la Segunda Guerra Mundial, pero se reformó nuevamente después, esta vez ingresando a la Liga Amateur de Manchester antes de progresar una vez más a la Liga de Manchester, tomando el título en 1956.

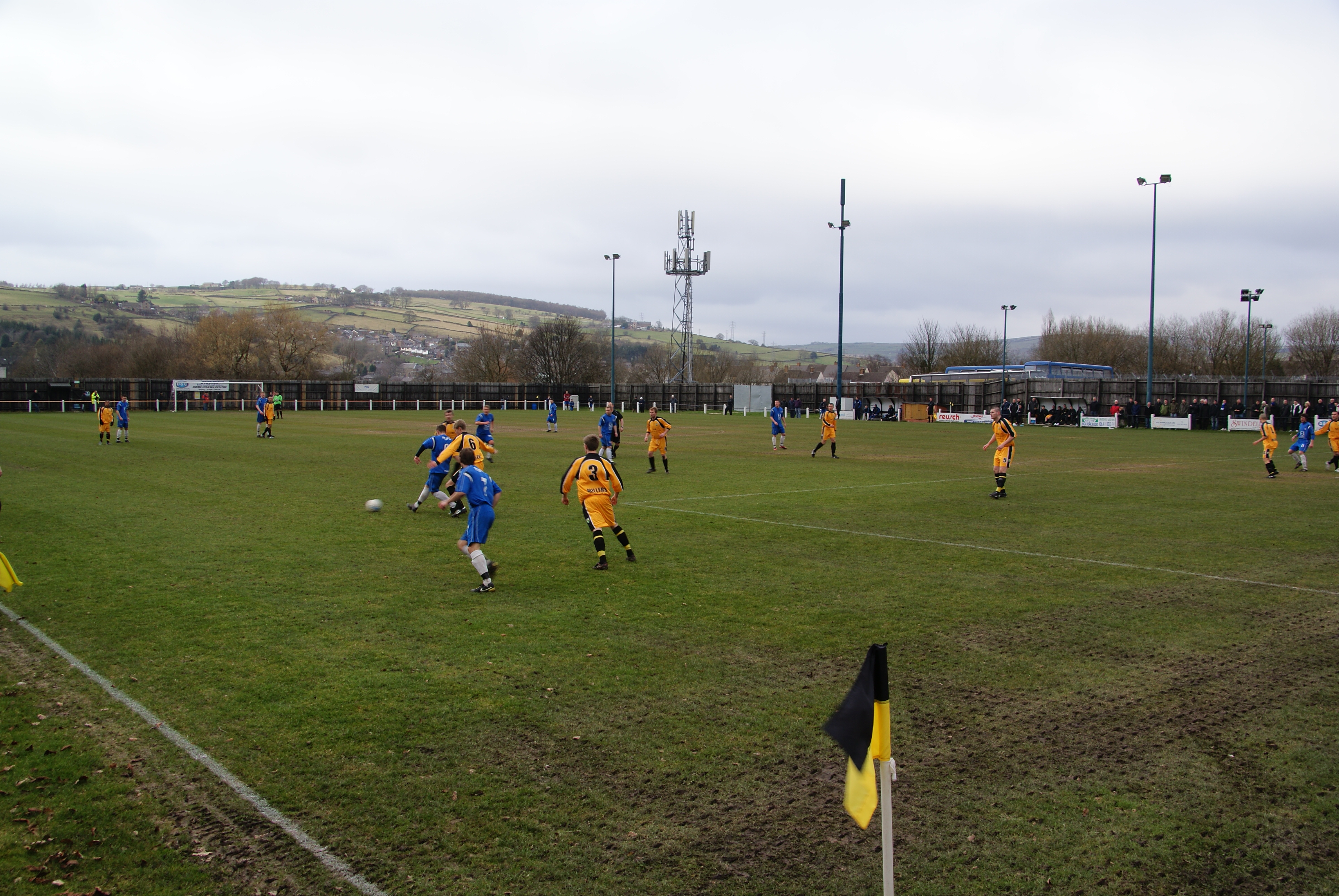
New Mills contra Ramsbottom United en Church Lane

En 1959, Joe Martin asumió el cargo de entrenador, lo que inició una racha de éxitos para el club, ganando la liga siete veces antes de retirarse en 1972.
El club finalmente se trasladó a la Cheshire County League y más tarde a la North West Counties League. Sin embargo, el club comenzó a sufrir económicamente y en el verano de 1983 dejó de jugar en esa competición.
Birch Vale y Thornsett FC estaban buscando un nuevo terreno y se convirtieron en inquilinos de Church Lane. Finalmente, se hicieron cargo de la gestión del club y se convirtieron en New Mills Football Club.
El club se reincorporó a la Liga de Manchester y en 1977, gracias a un llamamiento para recaudar fondos junto con una subvención de la Asociación de Loterías, reconstruyó su terreno de Church Lane a lo que es hoy. En 2002-03 se convirtieron en semi profesionales cuando se aprobó su solicitud para la Liga de los condados del noroeste.
New Mills ganó el título de la División Dos de la Liga de los condados del noroeste en la temporada 2007-08 bajo el liderazgo del exjugador del condado de Stockport, Tony Hancock, quien se había unido como gerente en 2005.
Luego, New Mills siguió su título de la División Dos con una temporada récord 2008-09 durante la cual estableció un nuevo récord de liga y club al ganar 21 juegos consecutivos, perdiéndose el título de la División Uno solo por diferencia de goles con AFC Fylde, que venció a los Millers 5-0 en el último día de la temporada de la liga frente a una multitud de más de 1400 personas. Dos días después de la decepción en la costa de Fylde, los Miller levantaron la Copa de la Liga por primera vez al vencer a Runcorn Linnets 2-0 en el Tameside Stadium, el hogar de Curzon Ashton. Los goles de Garry Kharas y Scott McGowan aseguraron que los Miller no terminaran la temporada con las manos vacías. El jugador estrella durante esta época fue Carlos Meakin, quien anotó 150 goles en solo 200 partidos, principalmente jugando en el mediocampo.
Durante la temporada de cierre de 2009-10, en la que New Mills terminó como subcampeón por segundo año consecutivo, el gerente Tony Hancock renunció pero luego cambió de opinión y volvió a liderar a los Miller hasta que renunció nuevamente en marzo de 2010. cuando se recortó el presupuesto del jugador. Durante el resto de la temporada, Ally Pickering fue nombrado gerente interino y asumió el cargo a tiempo completo en 2010-11.
Pickering tuvo un gran éxito en su primera temporada completa como entrenador y llevó a los Miller al título de liga y al ascenso a la Northern Premier League. Sin embargo, se negó un doblete de liga y copa cuando Winsford venció a los Millers 1-0 unas semanas después. Durante la pretemporada de 2011 para conmemorar el 125 aniversario del club, Alex Ferguson envió un Manchester United XI a Church Lane. United ganó 7-0, y su equipo incluía a los futuros internacionales de Inglaterra Michael Keane y Jesse Lingard. En la temporada 2011-12, Pickering llevó a los Millers a un noveno lugar después de un mal invierno que hizo que el equipo se quedara fuera de los lugares de play-off. New Mills se colocaron en la Southern League pero después de una temporada fueron cambiados a la Northern Premier League. Pickering permaneció a cargo hasta octubre de 2012, cuando él y el club se separaron de mutuo acuerdo. El exentrenador del FC United of Manchester, Roy Soule, se convirtió en entrenador interino tras la partida de Pickering y casi llevó al equipo a otro ascenso: perdieron 2-0 ante Trafford en los play-offs. Soule renunció al final de la temporada 2014-15 después de una temporada decepcionante, el club terminó segundo desde abajo y en los lugares de descenso, y más recortes presupuestarios significativos. El club aceptó un indulto de la FA para permanecer en la liga EvoStik y Soule fue reemplazado por el exentrenador de Stalybridge Celtic, Keith Briggs. Briggs renunció solo 23 días después de aceptar un puesto de entrenador a tiempo completo en Sheffield United y fue sucedido por su asistente Andy Fearn, quien nombró al exdelantero del Manchester City Shaun Goater como su asistente. Fearn y Goater renunciaron después de nueve partidos, todos perdidos, y el exmiembro del personal de Wythenshawe Town, Garry Brown, asumió el cargo, apoyado por el ex extremo del condado de Stockport, Paul Williams. El club atrajo la atención nacional con su poco envidiable récord de temporada de 26 derrotas en los primeros 26 juegos de liga y copa y se les llamó el 'Peor equipo de fútbol de Inglaterra' (el equipo que aparece en un anuncio de televisión con la voz de Harry Redknapp, y el presidente declaró desafiante en un artículo de dos páginas en elDaily Telegraph que "no le tenemos miedo a nadie"); fueron relegados en abril de 2016 con solo 3 puntos, de 3 empates, un mínimo histórico de la Northern Premier League.
Los Millers comenzaron la temporada de la liga 2016-17 con una victoria por 4-3 sobre Cammell Laird bajo la dirección del entrenador Garry Brown. Esta fue la primera victoria de los Miller en casi 18 meses. Sin embargo, Brown renunció en septiembre de 2016 después de una mala racha de resultados, y el asistente Paul Williams asumió el cargo. En diciembre de 2016, con el equipo en la zona de descenso de la Primera División de la North West Counties Football League, Williams fue despedido y reemplazado por Calum Sykes, quien había estado a cargo del cercano Stockport Town desde su formación. Sykes inmediatamente trajo consigo a todo el equipo de Stockport Town, a pesar de que jugaban en una división inferior; el nuevo equipo no pudo mejorar su posición en la liga y los Miller descendieron en abril de 2017, siete puntos por debajo de la seguridad. Sykes se quedó hasta noviembre de 2017, pero renunció después de una mala racha de resultados. Sus asistentes Dowse y Cross permanecieron como entrenadores conjuntos y, a pesar de algunas fuertes derrotas, llevaron al club a la posición 14 (deteniendo una racha de dos descensos consecutivos). El comediante local Carl Jones ha escrito un libro sobre la difícil situación del club titulado Winless ; está pendiente de publicación. Dowse renunció en noviembre de la próxima temporada alegando compromisos laborales y Cross llevó al club a un tercer puesto desde el final, evitando por poco otro descenso. Él y todo su equipo directivo fueron despedidos poco después.

## Asistencias

### Registros
- Mayor asistencia: 4,500 contra Hyde United el 9 de septiembre de 1922.[7]

### Promedios pasados
- 2004-05: 160
- 2005-06: 244[8]
- 2006-07: 162
- 2007-08: 180
- 2008-09: 203[9]

## Palmarés
| Liga                                | Títulos | Subtítulos |
| ----------------------------------- | ------- | ---------- |
| North West Counties Football League | 2010-11 |            |